# F-104 Starfighter

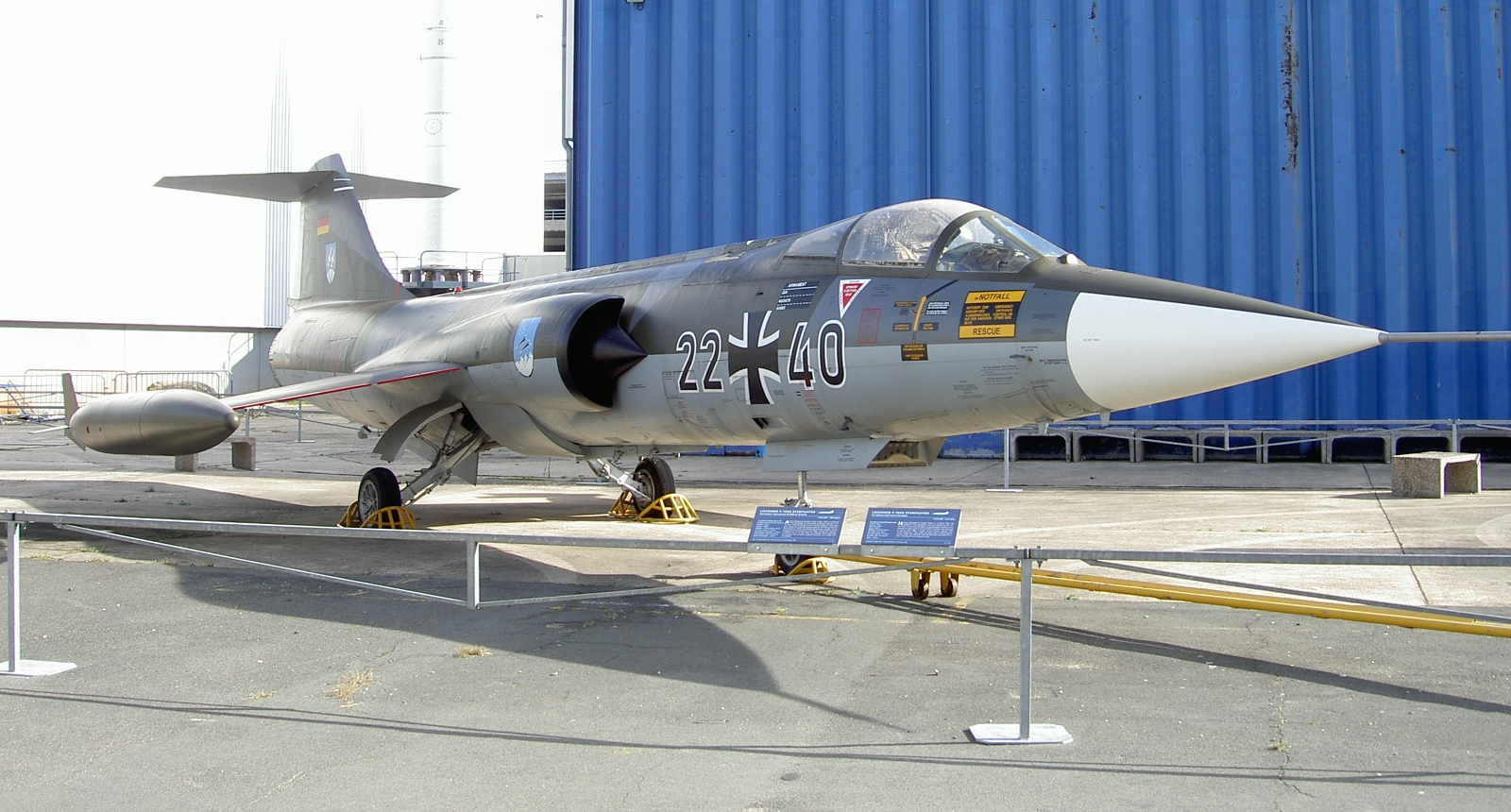
F-104 Starfighter

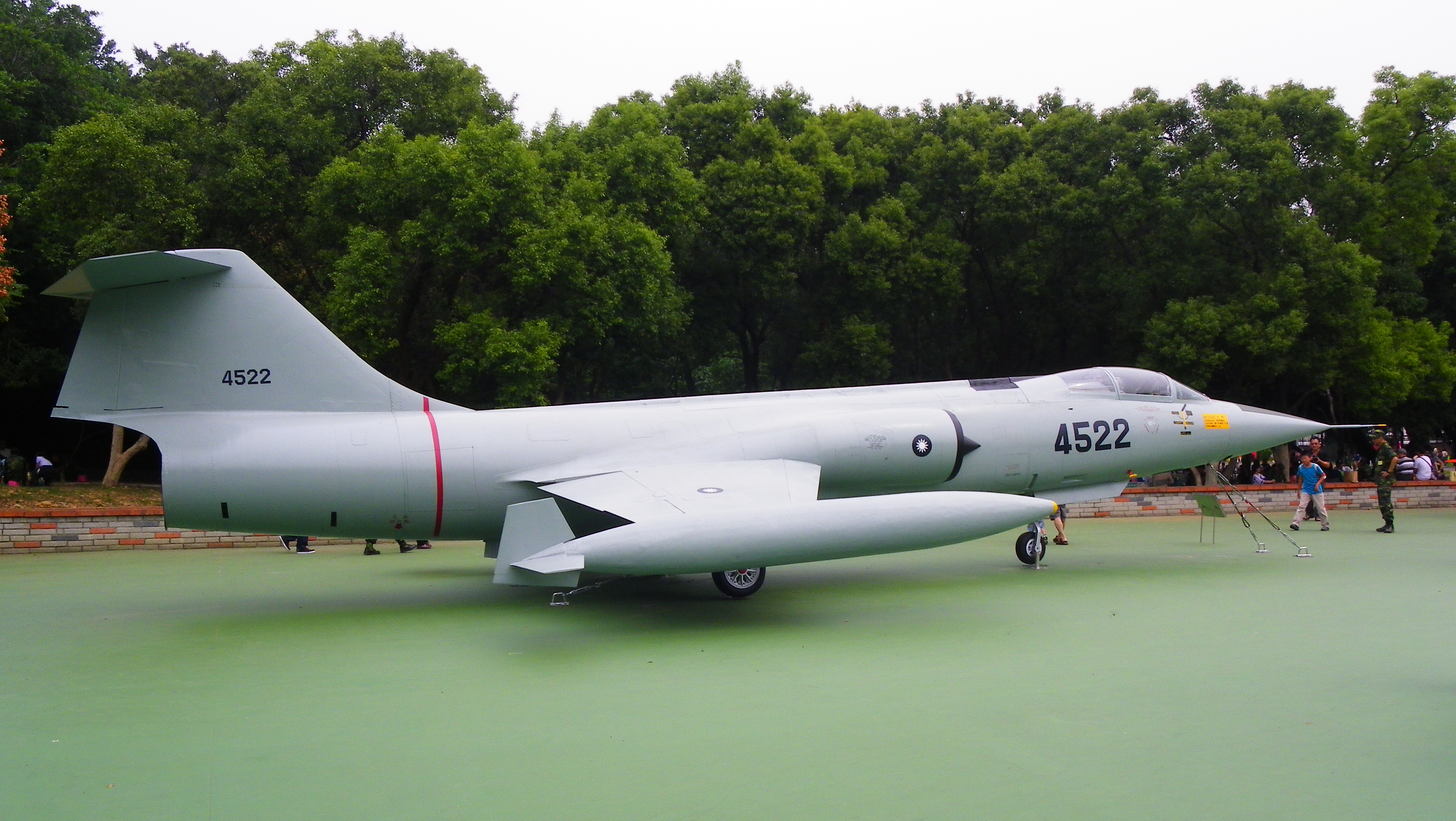
Taiwan Air Force F-104J

Lockheed F-104 Starfighter este un interceptor monomotor supersonic de înaltă performanță. Timp de 30 de ani a fost interceptorul standard al țărilor membre ale NATO. Datorită formei sale, a fost supranumit "racheta pilotată". Proiectat în 1950 ca o consecință a Războiului Coreean, fiind ușor, simplu și având performanțe uluitoare, aparatul F-104 al celor de la Lockheed a fost dezvoltat în cele din urma într-un avion de interceptare sofisticat, care putea zbura în toate condițiile meteorologice. F-104 a rămas in serviciu operativ pana in 2004.